# Kyrkjebakken
Der Kyrkjebakken (norwegisch für Kirchhang) ist ein Eishang im ostantarktischen Königin-Maud-Land. Im Mühlig-Hofmann-Gebirge liegt er auf der Westseite der Jøkulkyrkja.
Norwegische Kartographen, die ihn auch benannten, kartierten ihn anhand von Vermessungen und Luftaufnahmen der Dritten Norwegischen Antarktisexpedition (1956–1960).